# Tom Bergeron
Pour les articles homonymes, voir Bergeron.
Tom Bergeron est un présentateur de télévision américain né le 6 mai 1955 à Haverhill, dans le Massachusetts (États-Unis). Il est l'animateur de l'émission populaire Hollywood Squares.
En 2005 il est l'animateur principal de Dancing with the Stars sur ABC. En 2020 la chaîne décide de changer de présentateur. Il aura présenté 28 saisons.

## Filmographie
- 1994 : Breakfast Time (série télévisée) : Host
- 1996 : Fox After Breakfast (série télévisée) : Host
- 2001 à 2015 : America's Funniest Home Videos (TV) : Host
- 2002 : The 4th Annual Family Television Awards (TV) : Host
- 2005 à 2019 : Dancing with the Stars (TV) : Host